# Xi Yu Lin
Xi Yu Lin (Guangzhou, 25 februari 1996) is een Chinese golfprofessional. Ze debuteerde in 2010 op de Ladies European Tour, in 2011 op de LPGA Tour en in 2012 op de China LPGA Tour.

## Loopbaan
Op 14-jarige leeftijd maakte Lin haar debuut op de Ladies European Tour (LET) door deel te nemen aan het Sanya Ladies Open in 2010. In 2011 kwalificeerde ze voor het US Women's Open en maakte haar debuut op de LPGA Tour. In 2012 maakte ze haar debuut op de China LPGA Tour en won in haar eerste golfseizoen twee golftoernooien. Ze won het Tian Jing CLPGA Championship en het Wu Xi Srixon CLPGA Championship.
In 2013 kreeg Lin een speelkaart voor de LET en golfte haar eerste golfseizoen bij die tour. Op 16 november 2014 behaalde ze haar eerste LET-zege door het Sanya Ladies Open te winnen. In 2014 kreeg ze een speelkaart voor de LPGA Tour.

## Prestaties

### Professional
Ladies European Tour
| Nr. | Datum            | Toernooi          | Score        | Score | Info           |
| --- | ---------------- | ----------------- | ------------ | ----- | -------------- |
| 1   | 16 november 2014 | Sanya Ladies Open | 68-67-67=202 | –14   | Toernooirecord |

China LPGA Tour
- 2012: Tian Jing CLPGA Championship, Wu Xi Srixon CLPGA Championship
- 2014: Sanya Ladies Open[3]